# Bombora
Bombora Vodka je jedna od vodki koje se proizvode u Australiji.  Ime joj dolazi iz jezika Aboriđina, u značenju greben. Dobiva se peterostrukom destilacijom grožđa u dolini Barossa. 

## Nagrade
2006. godine, Bombora je osvojila nagradu za najbolju svjetsku premium vodku na World’s Best Premium Vodka award u San Franciscu. 2008. dobiva srebrenu medalju na natjecanju International Wine and Spirits Competition u Londonu.